# Новиков, Андрей Вячеславович (поэт)
Новиков Андрей Вячеславович (12 февраля 1974, Люберцы — 15 марта 2014, Москва) — поэт, культуртрегер, главный редактор.

## Биография
Родился 12 февраля 1974 в г. Люберцы Московской области. В 1996 окончил исторический факультет МОПИ им. Крупской. Последние годы работал в издательстве «Арт Хаус медиа» (Москва). Погиб 15 марта 2014 года на Чистых прудах в Москве. Незадолго до смерти знакомые замечали, что Новиков отдалился, у него в душе происходит что-то трудное, нехорошее.. Похоронен в Дзержинском.

## Культуртрегерская деятельность
Один из основателей Литературного объединения «Рука Москвы», в просторечии — «Рукомос» (2002). Проводил вечера поэтов, как входящих в «Рукомос», так и им сочувствующих. Выступление поэтов, как правило, происходило на площадке «Театральный особняк». Издавал альманахи, в которых печатались поэты «Рукомоса» в частности «Каталоги новой буржуазной поэзии». Совместно с Натальей Осташевой выпускал аудиокаталоги «Рукомоса».
Главный редактор и организатор сайта «ТЕРМИтник-поэзии». После смерти Андрея Новикова сайт практически прекратил свое существование. Выпускал сборники поэтов сайта «ТЕРМИтник поэзии».
Организатор Международного фестиваля поэзии «Порядок слов»(Минск, Белоруссия) (2006, 2007, 2008, 2010).
Куратор портала ЛИТАФИША.РУ (с 2005), на котором освещались значимые литературные события, как в России так и за рубежом.

Я, знавшая Новикова совсем не больше, чем другие, бесконечно, безмерно, по гроб жизни благодарна ему за то, что Андрей открыл для меня эту золотоносную руду — сетевую поэзию. Он ведь многое время тащил её на себе, как бурлак, он хлопотал о ней, нянчился с этими, тогда таящимися под спудом стихами, писал о них, выпускал, издавал сначала в виртуальных видах, потом и на бумаге… Андрей был прекрасно образован, умён и сдержан и как-то очень взросл… просто не по годам. И всё казался мне занятым какой-то невесёлой думой…
— Ольга Ермолаева. Редактор журнала «Знамя», поэт; Вступительная статья к книге стихов «Нерасчетливый наследник»

## Редакторская деятельность
Главный редактор журнала Современная поэзия, в котором публиковались поэты Герман Власов, Александр Кабанов, Геннадий Каневский, Сергей Шестаков, Михаил Квадратов, Мария Ватутина, Игорь Волгин, Бахыт Кенжеев, Юрий Кублановский, Кирилл Ковальджи, Татьяна Полетаева, Вячеслав Харченко, Анна Аркатова, Ганна Шевченко, Лилия Газизова, Андрей Коровин, Юлия Идлис, Екатерина Боярских, Вячеслав Лейкин, Александр Переверзин, Алексей Остудин и др.
Издатель серии поэтических книг журнала «Современная поэзия». Были выпущены книги поэтов Анны Логвиновой, Юрия Конькова, Ильи Леленкова, Дмитрия Тонконогова и др.

## Публикации
При жизни стихи Андрея Новикова печатались в различных сборниках и альманах. Единственная книга и публикации в толстых журналах портала Журнальный зал состоялись уже после его смерти.
Книги
- Новиков А. В. Нерасчетливый наследник. — М.: Воймега, 2015.

Журнальные публикации
- Новиков А. В. В диком саду двуногих растений // Интерпоэзия. — 2016. — № 1.
- Новиков А. В. Стихотворения разных лет // Дети Ра. — 2014. — Т. 6, вып. 116.
- Новиков А. В. Стихи // Арион. — 2014. — № 3.

Редактура
- Ежегодный сборник лучших произведений литературного сайта «ТЕРМИтник поэзии» за 2003 год "LITERRA INKOGNITA" / Новиков А. И.. — СПб.: Скифия, 2004. — 112 с.
- Ежегодный сборник лучших произведений литературного сайта «ТЕРМИтник поэзии» за 2004 год "LITERRA INKOGNITA" / Новиков А. И.. — СПб.: Скифия, 2005. — 192 с.

## Семья
Два сына: Станислав (1995 г.р.) и Ян (2008 г.р.).